# Szent Imre-templom (Zichyújfalu)
A zichyújfalui Szent Imre-templomot 1980 és 1983 között építették közösségi összefogással az Ady Endre utca és a Petőfi út kereszteződésében. 2017. január 23-án és január 28-án az MR1–Kossuth Rádió Déli harangszójában a templom nagyobbik harangja szólalt meg.

## Története
Az 1970-es évek elején felvetődött egy új, modern stílusú templom megépítése Zichyújfaluban, mivel a településen csak egy imaház működött, mely a régi általános iskola épületéből lett kialakítva. Felmerült a szomszédos Szabadegyháza (volt Szolgaegyháza) felsőszolgaegyházi kápolnájának lebontása és áttelepítése Zichyújfaluba. Bontás közben azonban a kápolna építési anyaga annyira elporladt, hogy a terv kivitelezhetetlenné vált. A bontást félbehagyták, a templom tornya a mai napig áll a 62-es főút mellett. Ezután került tehát sor Zichyújfaluban az új, modern stílusú templom megépítésére.

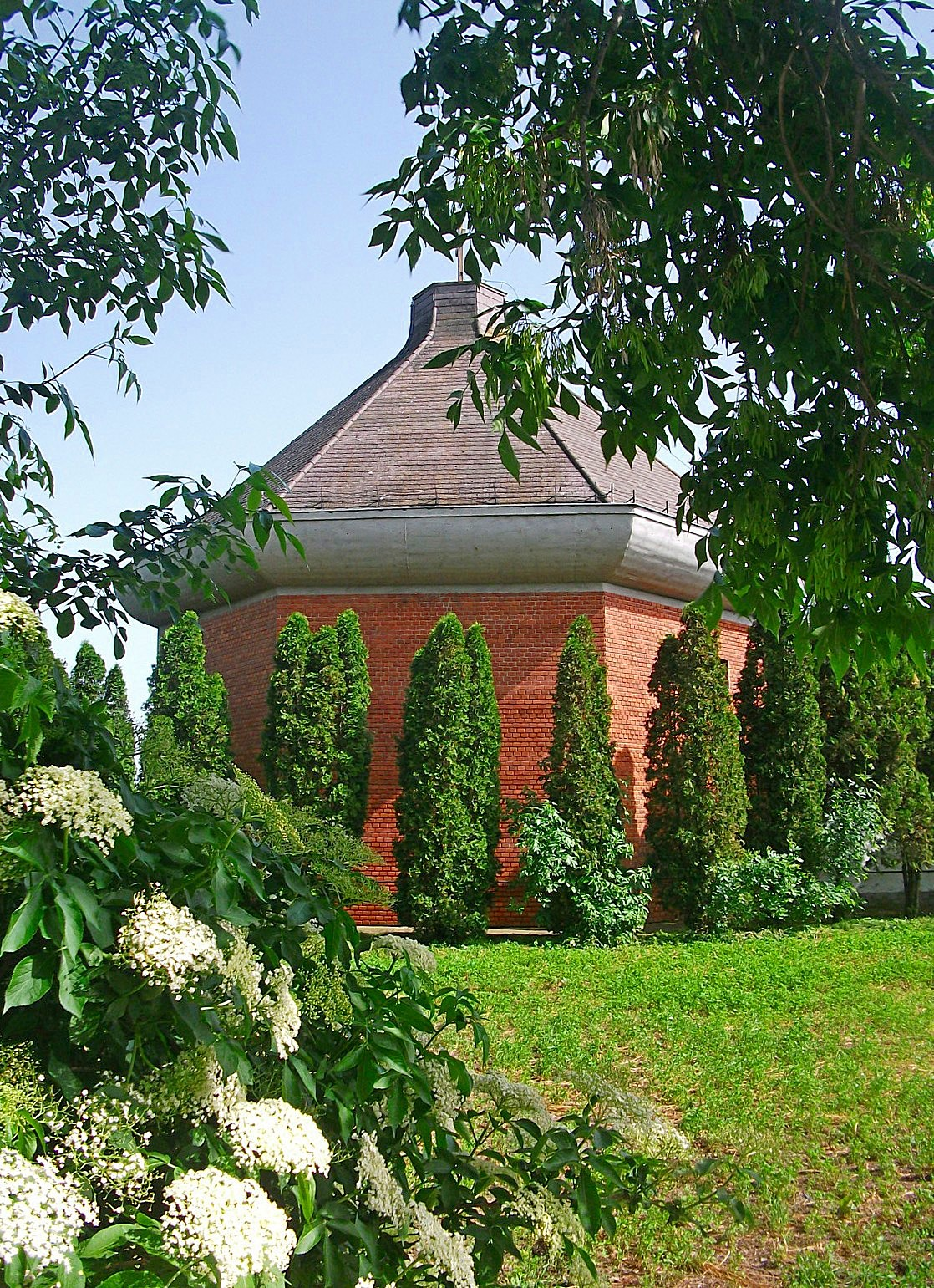
A templom az Ady Endre utcából

Az építkezés 1980 őszén kezdődött meg Rékasi György székesfehérvári építészmérnök tervei alapján. Modern, hétszög alaprajzú épület. 1983. november 5-én, Imre herceg szentté avatásának 900. évfordulóján és liturgikus ünnepén szentelte fel Szakos Gyula akkori székesfehérvári megyés püspök.
A templom a Szabadegyházai egyházközség, így a Szűz Mária Neve Plébánia filiája lett. A Szabadegyházai egyházközséget 1989-től a Perkátai egyházközség Kisboldogasszony Plébániája látta el, 2016-tól mindkettőt az Adonyi egyházközség. A zichyújfalui templom ettől függetlenül a mai napig a Szabadegyházai egyházközség leányegyházának (filiájának) számít.

## A templomkert
A templomhoz tartozó udvar, vagyis a templomkert 2013 októberében - társadalmi munka keretében - megszépült, az épületet eltakaró tujabokrok egy része ki lett vágva. A térkövezés is megvalósult, az 1848-49-es szabadságharc emlékköve méltóbb helyet kapott, valamint egy új feszület lett felállítva. Az Ady Endre utca felől új kerítésdrót lett kihúzva valamint új kapukat is vásároltak. Parkolóhelyek kialakítása is megtörtént.

## Harangok
A templomnak két harangja van, melyek a sekrestye tetőszerkezetén kaptak helyet. Mindkét harang a régi zichyújfalui templomból került ide. A nagyharang 155, a kisharang 49 kg tömegű.